# Lijst van burgemeesters van Axel
Dit is een lijst van burgemeesters van de voormalige Nederlandse gemeente Axel vanaf 1811. Op 1 januari 2003 ging Axel op in de gemeente Terneuzen.
| Ambtsperiode | Naam burgemeester                             | Leven     | Partij of stroming | Bijzonderheden                                                                                             | Afbeelding |
| ------------ | --------------------------------------------- | --------- | ------------------ | --- | ---------- |
| 1796 - 1797  | Cent Pieter Dronkers                          | 1762-1817 |                    | agent municipal                                                                                            |            |
| 1797         | Jacobus Nederveen                             | 1759-1810 |                    | agent municipal, tevens notaris                                                                            |            |
| 1797 - 1798  | Cent Pieter Dronkers                          | 1762-1817 |                    | agent municipal                                                                                            |            |
| 1798 - 1799  | Willem Kluit                                  | 1772-1805 |                    | agent municipal                                                                                            |            |
| 1799         | Jacob Elias Schovel                           | 1745-1820 |                    | agent municipal, tevens notaris                                                                            |            |
| 1800         | Jacobus Schoonakker                           | 1746-1808 |                    | meijer provisoir, daarna adjunct maire                                                                     |            |
| 1800 - 1806  | Johan Abraham Kamerman Stroes                 | 1775-1806 |                    | meijer, maire                                                                                              |            |
| 1806 - 1808  | mr. Adriaan François Lammens                  | 1767-1847 |                    | maire; werd maire van Vlissingen                                                                           |            |
| 1808 - 1812  | Jan Hoelands                                  | 1758-1814 |                    | maire |            |
| 1812 - 1814  | Simon Michiel Dronkers                        | 1788-1814 |                    | maire; zoon van Cent Pieter Dronkers                                                                       |            |
| 1814 - 1821  | Christiaan Hisser                             | 1756-1824 |                    | burgemeester                                                                                               |            |
| 1817 - 1831  | Adriaan Jacobus Paulus                        | 1776-1848 |                    | president-burgemeester, vanaf 1824 de enige burgemeester, tevens vrederechter, wat hij na 1831 bleef       |            |
| 1822 - 1823  | Hercules van Hercules                         | 1750-1831 |                    | bleef daarna wethouder                                                                                     |            |
| 1831 - 1840  | Pieter Adriaan van Dishoeck                   | 1798-1840 |                    | tevens rijksontvanger                                                                                      |            |
| 1841 - 1844  | Johannes Noske                                | 1795-1844 |                    | tevens notaris                                                                                             |            |
| 1844 - 1847  | dr. Jacobus Janssen                           | 1788-1847 |                    | tevens medicinae doctor; schoonzoon van Jan Hoelands                                                       |            |
| 1847 - 1853  | Staas Hubertus van Diggelen                   | 1803-1858 |                    | tevens notaris                                                                                             |            |
| 1853 - 1876  | dr. Hubert Johannes van Eck                   | 1818-1876 |                    | pleegde zelfmoord                                                                                          |            |
| 1877 - 1880  | Jhr. mr. Leonhard Schorer                     | 1848-1907 |                    | later burgemeester van Culemborg en daarna Middelburg                                                      |            |
| 1880 - 1886  | mr. Frederik Ooster                           | 1841-1898 |                    | |            |
| 1886 - 1890  | Jhr. mr. Jan Hendrik Jacob Quarles van Ufford | 1855-1917 |                    | later burgemeester van Noordwijk                                                                           |            |
| 1890 - 1908  | Dingeman Jacobus Oggel                        | 1847-1916 | ARP                | |            |
| 1908 - 1912  | Johannes (Johan) Huizinga                     | 1867-1946 |                    | later burgemeester van Terneuzen                                                                           |            |
| 1912 - 1921  | Laurens Johannes den Hollander                | 1880-1955 | ARP                | later burgemeester van Middelharnis en Sommelsdijk                                                         |            |
| 1921 - 1941  | Frans Blok                                    | 1889-1941 |                    | |            |
| 1941 - 1944  | Pieter Marinus Smallegange                    | geb. 1900 | NSB                | voorheen burgemeester van Ellewoutsdijk; na de Tweede Wereldoorlog veroordeeld tot 10 jaar gevangenisstraf |            |
| 1944 - 1960  | Pieter Leendert Dingenis Johannes van Oeveren | 1897-1991 |                    | tot 1946 waarnemend, vanaf 1959 op verlof                                                                  |            |
| 1959 - 1961  | André Jozef Marie Kesbeke                     | 1906-1976 | KVP                | waarnemend                                                                                                 |            |
| 1961 - 1973  | Mattheus Karel (Theo) van Dijke               | 1923-1987 | ARP                | later burgemeester van Maassluis en Ede                                                                    |            |
| 1974 - 1981  | Adriaan (Adrie) de Kam                        | 1917-1998 | ARP / CDA          | voorheen burgemeester van Vrouwenpolder en Veere                                                           |            |
| 1981 - 1988  | Adriaan Hack                                  | 1923-2000 | CDA                | voorheen (waarnemend) burgemeester van Arnemuiden, Wolphaartsdijk en Veere                                 |            |
| 1988 - 2000  | Wybe Johan de Graaf                           | geb. 1944 | CDA                | voorheen burgemeester van Grijpskerk                                                                       |            |
| 2000         | Jan Arend Hendrik Lonink                      | geb. 1951 | PvdA               | waarnemend; tevens burgemeester van Sas van Gent, later van Rijssen-Holten en daarna van Terneuzen         |            |
| 2000 - 2003  | Johannes Frans (Jan-Frans) Mulder             | geb. 1955 | CDA                | later burgemeester van Hulst                                                                               |            |